# Květen 2010
3. května
- Evropská unie a Mezinárodní měnový fond přislíbily zadluženému Řecku historicky rekordní finanční pomoc ve výši 120 miliard eur (3,1 biliónu korun) na období 3 let výměnou za další hluboká úsporná opatření.[1]
- Ve věku třiaosmdesáti let zemřel v Baguiu na Filipínách čestný a bývalý aktivní prezident FIDE (v letech 1982 až 1995) Florencio Campomanes.[2]

5. května
- Druhým dnem pokračují v Řecku rozsáhlé protesty a stávky proti chystaným úsporným opatřením. Dvoudenní generální stávka státních zaměstnanců ochromila dopravu i státní úřady. V Athénách demonstranti zapalovali budovy, v zapálené bance Marfin uhořeli tři lidé.[3]

7. května
- Britské všeobecné volby, konané 6. května, přinesly poprvé od roku 1974 situaci, kdy ani jedna strana nezískala absolutní většinu ve sněmovně. Z 650 křesel získali 306 konzervativci, 258 labouristé, 57 liberálové.[4]

8. května
- Sopečný popel z islandské sopky Eyjafjallajökull opět začal komplikovat leteckou dopravu nad Evropou.[5]

9. května
- Ve věku 77 let zemřel český Veřejný ochránce práv Otakar Motejl.[6]
- V Moskvě proběhla na památku vítězství ve druhé světové válce vojenská přehlídka. Největší přehlídky od rozpadu SSSR se poprvé zúčastnily i jednotky NATO.[7]

10. května
- Ministři financí států EU se dohodli o vzniku záchranného balíčku v hodnotě 500 miliard eur (zhruba 13 biliónů korun), který má zabránit rozšíření řecké dluhové krize do dalších zemí. Evropská centrální banka se také zavázala, že bude nakupovat dluhopisy ohrožených zemí. Na burzách ihned výrazně posílily akcie evropských bank a zpevnily měnové kurzy eura i koruny.[8]

11. května
- Novým britským premiérem byl jmenován konzervativec David Cameron. Jeho strana bude vládnout v koalici s liberály.[9]

15. května
- Mistrem 1. Gambrinus ligy se stala AC Sparta Praha. Druhý skončil FK Baumit Jablonec a třetí FC Baník Ostrava. Sestupuje Bohemians Praha (Střížkov) a SK Kladno.[10]

16. května
- Vydatný a setrvalý déšť nad částí střední Evropy způsobil povodně na východě České republiky, zejména v Moravskoslezském kraji. Silně zasaženy byly též jižní Polsko, východní Slovensko a severovýchodní Maďarsko.[11][12][13][14][15]

17. května
- K Mezinárodnímu dni proti homofobii probíhá řada událostí v Praze (vyhlášení Cen Colour Planet a festival eLnadruhou), Brně (Pohřeb homofobie a Rainbow Flash) i v dalších městech Evropy a světa.[16]

22. května
- V Litoměřicích zemřel emeritní litoměřický biskup mons. Josef Koukl, který stál v čele litoměřické diecéze v letech 1989 až 2003.[17]

23. května
- Česká hokejová reprezentace vyhrála mistrovství světa v ledním hokeji, když ve finále porazila Rusko 2:1. Na třetím místě se umístilo Švédsko výhrou nad domácím celkem.[18]

24. května
- Arcibiskup Dominik Duka a prezident Václav Klaus se dohodli na ukončení sporu o pražskou katedrálu a na její společné správě.[19]
- Ve věku 45 let zemřel český zpěvák Petr Muk.[20]

28. května
- Velitel americké pobřežní stráže oznámil, že u poškozeného vrtu ropné plošiny Deepwater Horizon se podařilo po více než měsíci zastavit unikání ropy.[21]

29. května
- Výsledky parlamentních voleb: ČSSD 22,1 % (56 mandátů), ODS 20,2 % (53), TOP 09 16,7 % (41), KSČM 11,3 % (26), Věci veřejné 10,9 % (24), KDU-ČSL 4,4 %, SPO-Zemanovci 4,3 %.[22]
- Předseda ČSSD Jiří Paroubek do 10 dnů opustí svou funkci. Šéf KDU-ČSL Cyril Svoboda rezignoval. Svou funkci dal k dispozici předseda zelených Ondřej Liška.[22]
- Ve věku 74 let zemřel na rakovinu prostaty americký herec Dennis Hopper.[23]

30. května – neděle
- Společnost BP přiznala, že bahno nepomáhá a ropa u ropné plošiny Deepwater Horizon dál uniká. Dalším pokusem prý bude nasazení speciálního ventilu na vrt.[24]

31. května – pondělí
- Prezident Německa Horst Köhler rezignoval kvůli sporům o nasazení armády v cizině.[25]
- Izraelská armáda zasáhla na lodích propalestinských aktivistů, kteří se pokoušeli proniknout blokádou Pásma Gazy.[26]